# Kostyčany
Kostyčany (in ucraino Костичани?, in russo Костичаны?, Kostičany, rumeno Costiceni) è un villaggio dell'oblast' di Černivci nella regione occidentale dell'Ucraina. Le prime attestazioni documentali risalgono al 1619.